# Franco Parisi (Fußballspieler)
Franco Parisi (* 3. Mai 1983 in Sydney) ist ein australischer Fußballspieler.

## Karriere
Parisi begann seine Karriere, nach einem Stipendium am Australian Institute of Sport, in der National Soccer League (NSL) bei Sydney Olympic. Nach einer Saison wechselte der auch mit einem italienischen Pass ausgestattete Stürmer zum niederländischen Zweitligisten Stormvogels Telstar und erzielte dort 13 Treffer in 15 Partien, kehrte aber anschließend zu dem mittlerweile in Olympic Sharks umbenannten Sydneyer Klub zurück. Mit den Sharks unterlag er 2003 im Meisterschaftsfinale Perth Glory und wechselte anschließend zum Lokalrivalen Sydney United, für den er auch nach Einstellung der NSL im Jahre 2004 aktiv war.
Mit der Gründung der A-League unterschrieb er 2005 einen Vertrag bei den Newcastle United Jets, mit denen er die Meisterschaftsplayoffs erreichte. Sein Vertrag wurde nach der Saison nicht mehr verlängert und Parisi erhielt im September 2006 von den New Zealand Knights einen Kurzzeitvertrag als Ersatz für den verletzten Matt Carbon.
Seit 2007 spielt Parisi in der NSW Premier League für die APIA Leichhardt Tigers.
2001 kam Parisi in der Vorbereitung für die Junioren-WM zu vier Einsätzen (2 Tore) in der australischen U-20-Auswahl, wurde aber nicht für das WM-Turnier nominiert. Bis 2003 gehörte er zum Spielerkreis der U-20.